# Kacper Stanisławski (zm. 1619)
Kacper Stanisławski herbu Pilawa (zm. w 1619 roku) – podkomorzy sanocki w latach 1618–1619, podczaszy sanocki w latach 1599–1615, wojski sanocki w latach 1590–1599.

## Życiorys
W 1613 roku jako poseł województwa podolskiego na sejm nadzwyczajny został wyznaczony do Trybunału Skarbowego Koronnego.